# Падаль

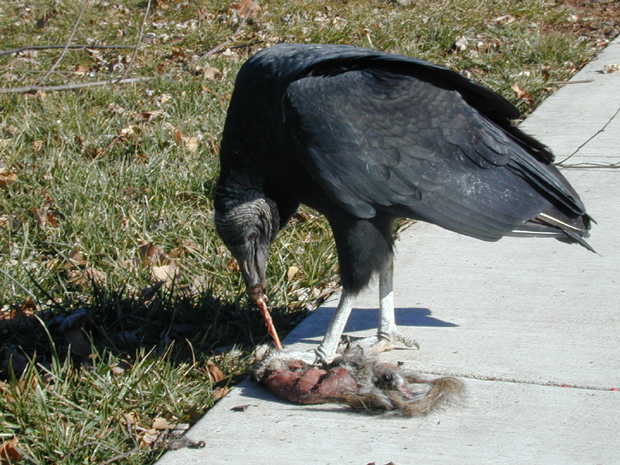
Гриф-урубу, поедающий падаль

Па́даль — гниющий, разлагающийся труп животного, умершего естественной смертью вследствие старости, от болезни, истощения или раны. Однако в разных словарях «падаль» объясняется как труп животного и только в электронном словаре С. И. Ожегова – как труп павшего животного (без уточнений причин гибели). Таким образом, использование этого понятия требует особой точности, учитывая, что люди потребляют, по сути, трупы животных.
Вследствие разложения в трупе происходит выделение ядов и возникает сильный неприятный запах, вызываемый соединениями кадаверина и путресцина. Он способен привлекать животных, специализирующихся на поедании падали. Среди них — гиены, грифы, вороны. Также в утилизации падали принимают участие различные насекомые, такие как жук-могильщик, жук-стафилин, мертвоед трёхрёберный, мясные мухи, трупоед чёрный и др. Зафиксировано поедание падали и у брюхоногих моллюсков, в частности, лесных, испанских и лузитанских слизней.
В иудаизме, исламе и христианстве и  существует схожее понятие мертвечи́ны.